# Choluteca (Stadt)
Choluteca ist eine Stadt mit ca. 90.000 Einwohnern und Hauptort einer aus zahlreichen Dörfern (aldeas) bestehenden Gemeinde (municipio) mit insgesamt etwa 170.000 Einwohnern im Süden von Honduras. Die Stadt ist seit dem Jahr 1964 Sitz des Bistums Choluteca.

## Lage und Klima
Die Stadt Choluteca liegt am Pan American Highway („Panamericana“) und am Río Choluteca ca. 150 km (Fahrtstrecke) südlich von Tegucigalpa in einer Höhe von ca. 54 m. Die Küste des Golfs von Fonseca ist ca. 50 km (Luftlinie) entfernt. Das Klima ist subtropisch; die durchschnittliche jährliche Niederschlagsmenge liegt bei ca. 2050 mm.

## Bevölkerungsentwicklung
| Jahr      | 2001   | 2013   |
| Einwohner | 76.135 | 86.179 |

Der deutliche Bevölkerungszuwachs beruht im Wesentlichen auf der immer noch anhaltenden Zuwanderung von Einzelpersonen und Familien aus den Dörfern der Umgebung.

## Wirtschaft
Das gesamte Departamento Choluteca gehört zu den produktivsten Gegenden von Honduras. Hier werden Zucker, Melonen, Wassermelonen, Okra und Süßkartoffeln angebaut.

## Geschichte
Choluteca ist eine der ältesten Städte in Mittelamerika. Als die spanischen Konquistadoren im Jahr 1535 im Süden von Honduras ankamen, bewohnte das indigene Volk der Chorotega das Gebiet. Im Jahr 1541 wurde dort von Kapitän Cristobál de la Cueva, einem Mitstreiter Pedro de Alvarados, die Stadt Villa de Xerez de la Frontera de Choluteca gegründet. Die Konquistadoren hatten die Angewohnheit, in ihren Territorien an strategisch günstigen Stellen Kolonien zu gründen, um das Land zu beherrschen und von den Ureinwohnern zu übernehmen. Mit der Gründung von Xerex de la Frontera wurde diese Strategie angewandt, um ein Kommunikationszentrum mit den Schwesterkolonien Guatemala und Nicaragua zu errichten.
Unter dem honduranischen Präsidenten Coronado Chávez wurde die Stadt am 1. Oktober 1845 vom Nationalkongress der Republik offiziell in „Choluteca“ umbenannt. Inzwischen ist Choluteca zu einer der wichtigsten Städte in Honduras geworden.

## Sehenswürdigkeiten
- Wahrzeichen der insgesamt recht modern wirkenden Stadt ist eine ca. 300 m lange, in den Jahren 1935–1937 von der US-Armee erbaute Hängebrücke über den Río Choluteca. Für den heutigen Verkehrsandrang ist sie jedoch ungeeignet und so wurde in den 1990er Jahren eine Ortsumgehung gebaut und eine neue Brücke errichtet.
- Mit dem Bau der größten Kirche am Ort (heute Kathedrale) wurde im Jahr 1785 begonnen. Ihre Fassade lässt noch einfache barocke Elemente erkennen, während die Flachdecken der Seitenschiffe und das Tonnengewölbe des Mittelschiffs von schlanken hölzernen Stützen getragen werden.[3]

## Persönlichkeiten
- José Cecilio Díaz del Valle (1777–1834), Präsident der Zentralamerikanischen Konföderation
- José Dionisio de la Trinidad de Herrera y Díaz del Valle (1781–1850), erster Staatschef der Provinz Honduras sowie Staatschef der Provinz Nicaragua
- Justo Vicente José de Herrera y Díaz del Valle (1786–1856), Supremo Director der Provinz Honduras
- José Santos Díaz del Valle (1793–1840), Supremo Director der Provinz Honduras
- Hedme Castro (* 1959), Menschenrechtsverteidigerin und Koordinatorin der ACI Participa
- Andy Najar (* 1993), Fußballspieler